# Асака Ґонсай
Асака Ґонсай (яп. 安積艮斎, あさかごんさい; 1791—1860) — японський конфуціанець кінця періоду Едо.

## Короткі відомості
Асака Ґонсай народився 1791 року у самурайському роді Асака з Ніхонмацу-хану у провінції Муцу. В молодості він полишив батьківщину, подавшись до Едо. Там Асака навчався у Сато Іссая, а згодом поступив до найбільшої японської конфуціанської школи Сьохейдзака.
1814 року Ґонсай відкрив приватну школу Кендзанро (見山楼) у едоському районі Канда. Саме в цей час він видав твір «Скорочені тексти Ґонсая» (艮斎文略). завдяки якому здобув популярність у тогочасних наукових школах Японії.
У 1836 році Асака зайняв посаду головного конфуціанця свого рідного Ніхонмацу-хану, а у 1841 році став викладачем тамтешньої конфуціанської школи Кейґакукан (敬学館). 1850 року, за заслуги, він був призначений вчителем до своєї alma mater — Академії Сьохейдзака.
Асака був відомий завдяки своїм творам «Скорочені вірші Ґонсая» (艮斎詩略), «Вузьке бачення Чжу Сі» (朱子管窺), «Скорочені записи про заморські краї» (洋外紀略).